# سیارک ۱۵۷۴۹۴
سیارک ۱۵۷۴۹۴ (به انگلیسی: 157494 Durham، نامگذاری:2005RK28)۱۵۷۴۹۴مین سیارک کشف شده‌است که در ۱۱ سپتامبر ۲۰۰۵ کشف شد.